# Véra Cardot
Pour les articles homonymes, voir Cardot.
Véra Cardot, née Steiner Véra le 24 juillet 1920 à Budapest (Hongrie) et morte le 31 août 2003 à Gif-sur-Yvette,,,, est une artiste française d'origine hongroise.

## Biographie

### Jeunesse
Véra Steiner, est née à Budapest de parents juifs, Ferenc Steiner et Lenke Herczog.
En 1925, la famille émigre en France,.
En 1939, elle épouse Claude Cardot, ingénieur des télécommunications (X37),,.

### Journaliste et militante
Après-guerre, elle exerce une activité de journaliste. 
La famille part à Dakar où Véra Cardot milite contre le colonialisme et pour l'indépendance. Cet engagement est un obstacle à la poursuite de la carrière à Dakar de Claude Cardot.
De cet activisme naît "Belles pages de l'Histoire africaine" qu'elle publie en 1961.
De retour en France, Véra Cardot collabore à divers journaux comme journaliste-photographe. Elle milite au Parti communiste français.
Dans les années 1950, elle s'installe à Gif-sur-Yvette.

### Carrières artistiques
S'intéressant à la photographie d'art et d'architecture, elle entame en 1959 une collaboration avec Pierre Joly qui durera jusqu'à la mort de ce dernier en 1992. Ils réalisent ensemble des reportages photographiques sur l'architecture contemporaine, ayant par exemple pour sujet les bâtiments de Le Corbusier, qu'ils photographient à plusieurs reprises, ou d'Alvar Aalto. Ils photographient aussi les ateliers et les œuvres d'artistes peintres ou sculpteurs tels qu'Alexandre Noll, Philolaos Tloupas, Coulentianos, Gimond, Eugène Dodeigne, Pierre Székely, Émile Gilioli, Yves Klein, Dado, ou Émile Gilioli.
En parallèle, Véra Cardot mène une carrière d'artiste peintre et plasticienne à partir de 1964, utilisant des matériaux inhabituels tels que cordages et filets dans ses toiles et sculptures,. À partir de 1986, elle emploie également l'altuglas, pour réaliser des sculptures à partir de formes géométriques simples.

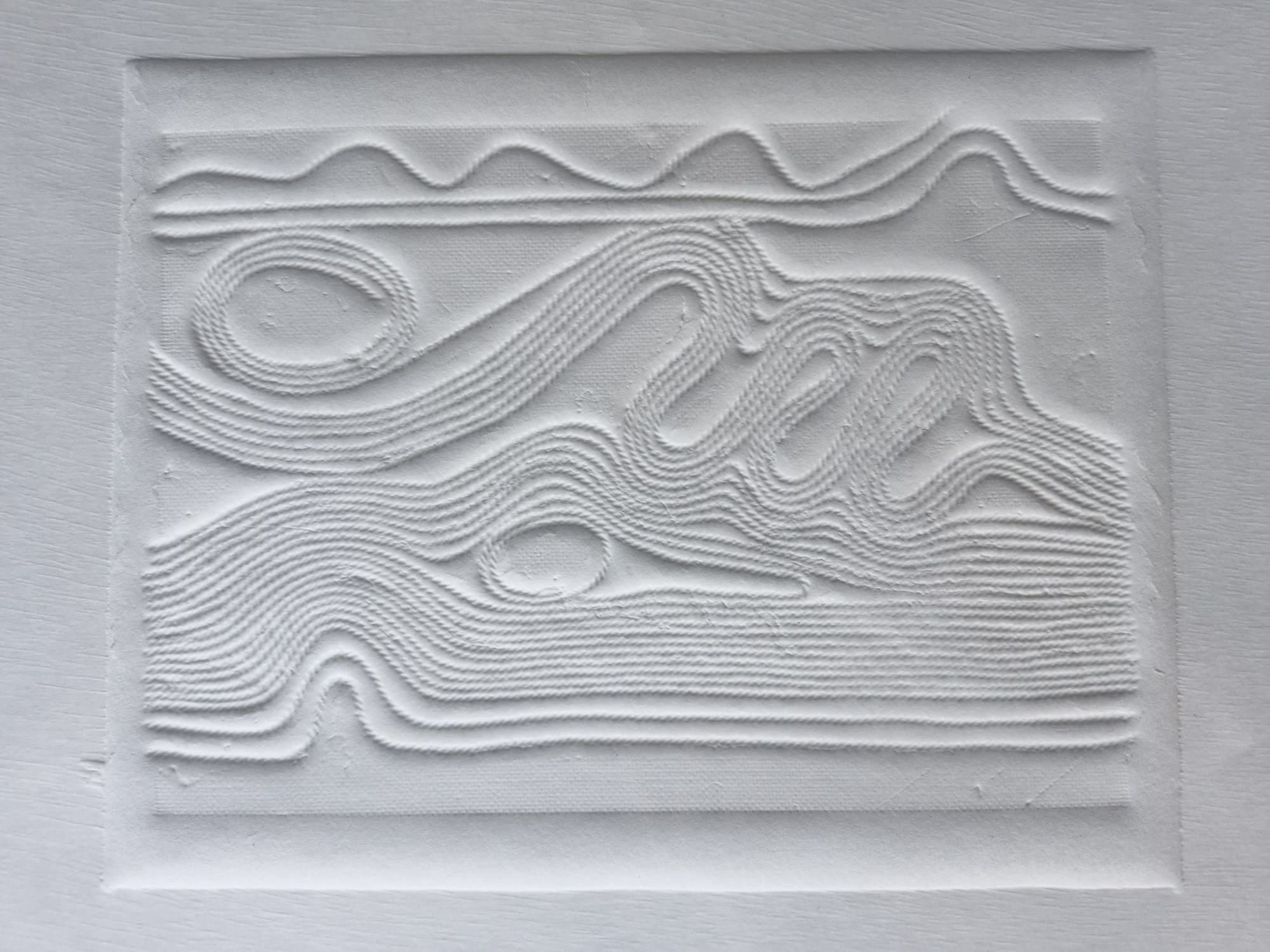
Pressage de cordes sur toile. "La rivière". Véra Cardot

Ses travaux font l'objet de nombreuses expositions en France et à l'étranger,,.
En 1994, elle organise une exposition itinérante sur Le Corbusier, De La Chaux-de-Fonds à Chandigarh.
En 1997, le fonds photographique Cardot-Joly, comprenant 50 000 clichés d'architecture et 25 000 concernant les arts plastiques, est acheté par le Centre Pompidou où la Bibliothèque Kandinsky numérise et met en ligne le fonds Cardot-Joly.

## Publications
- Belles Pages de l'Histoire africaine, Présence Africaine (éditeur), 1961 (ISBN 9782402204835)
- Alexandre Noll, sculpteur, Photographies Pierre Joly et Véra Cardot, Plaquette à l'occasion de l'exposition Alexandre Noll Galerie Messine, 1966
- Véra Cardot et Pierre Joly, Célébration du Visage, 1966, album photographique édité par Robert Morel
- Véra Cardot et Pierre Joly, Célébration de la Pierre, Robert Morel
- Véra Cardot et Pierre Joly, Tels que nous les avons connus : photographies, Paris, Galerie 1950 Alan, 1990